# کشتی سوخت‌رسان کلاس دال
اویلر کلاس دال (به انگلیسی: Dale-class oiler) یک کلاس از کشتی است که طول آن ۴۸۱ فوت (۱۴۷ متر) می‌باشد.